# This Is the Kit
This Is the Kit est un groupe de folk rock formé par Kate Stables et basé à Bristol et Paris.

## Parcours
En 2006, la chanson Two Wooden Spoons apparaît sur la compilation Folk Off éditée par la maison de disque Sunday Best Recordings, aux côtés d'artistes comme Animal Collective, Tunng et Vashti Bunyan. Cette relative visibilité est d'emblée remarquée par le webmagazine britannique Drowned in Sound qui écrit à leur propos :  « leur touche personnelle est vraiment ce qui en fait le point culminant (de la partie britannique de la compilation). » À la suite de cet article, Sunday Best sortit la chanson Two Wooden Spoons en simple en 2006, avec en face B la chanson Come a Cropper.
Leur premier album, Krulle Bol (dont le nom fait apparemment référence à une expression néerlandaise désignant une personne aux cheveux bouclés) est sorti chez Microbe en 2008, produit par John Parish à Bristol et avec plusieurs artistes musiciens invités
Le deuxième album du groupe, Wriggle Out the Restless, est sorti une première fois sous le label Dreamboat Records en 2010, puis par la suite sous leur propre label Disco-ordination Records et enfin chez Brassland Records. Sur cet album furent invités de nombreux amis musiciens dont Rozi Plain, Jim Barr (bassiste chez Portishead), Frànçois and The Atlas Mountains et The Liftmen. Cet album fut produit par Jesse D. Vernon, membre du groupe.
This Is the Kit joue régulièrement selon différentes configurations allant du duo au quintet, avec Stalbes au chant, à la guitare électrique et au banjo, et Jesse D Vernon au violon, à la guitare, à la basse et aux percussions. Ils sont souvent rejoints sur scène par The Liftmen et Rozi Plain.
En 2010, le groupe a enregistré la vidéo d'un "concert à emporter" mis en ligne sur le site de la blogothèque. Ils sont aussi régulièrement invités à se produire sur la radio musicale britannique BBC 6.
Le groupe est souvent en tournée et participe à des concerts de The National, Sharon Van Etten, Iron & Wine et Herman Düne.
En 2014, le groupe tournait tout en travaillant à l'enregistrement de leur troisième album studio avec Aaron Dessner du groupe The National.
Le 7 avril 2015, Bashed Out sortait chez Brassland Records. 
Leur 4ème album Moonshine Freeze marque leur arrivée sur le label Rough Trade Records, le 7 juillet 2017, il est produit par John Parish, .
Le 30 juin 2020, le groupe sort le single This is what you did chez Rough Trade Records en prévision de la sortie de leur 5ème album Off Off On le 23 octobre de la même année.

## Discographie

### Albums
- Krulle Bol (Microbe) (2008)
- Wriggle Out the Restless (Dreamboat Records) (2010), (Brassland Records) (2012)
- Bashed Out (Brassland Records) (2015)
- Moonshine Freeze (Rough Trade) (2017)
- Off Off On (Rough Trade) (2020)
- Careful Of Your Keepers (Rough Trade) (2023)

### EP
- Rusty and Got Dusty EP (2016)

### Singles
- Two Wooden Spoons (Sunday Best) (2006)
- White Ash Cut (Tapeclub Records) (2006)
- Birchwood Beaker en collaboration avec le groupe belge Soy un Caballo (Need No Water) (2008)
- Moon (Need No Water) (2010)
- Earthquake (Need No Water) (2010)
- Bashed Out (Brassland) (2015)
- Silver John (Brassland) (2016)
- Cold and got Colder (Brassland) (2016)
- This is what you did (Rought Trade Records) (2020)